# Gábor Pölöskei
Gábor Pölöskei (ur. 11 października 1960 w Mosonmagyaróvárze) – węgierski piłkarz występujący na pozycji napastnika. Trener piłkarski.

## Kariera klubowa
Pölöskei zawodową karierę rozpoczynał w 1978 roku w zespole Rába ETO. Jego barwy reprezentował przez 3 lata. Następnie został graczem ekipy Ferencvárosi TC. Tam z kolei spędził 6 lat, w ciągu których rozegrał tam 96 spotkań i zdobył 31 bramki. W 1987 roku przeszedł do drużyny MTK/VM Budapeszt. W 1990 roku wywalczył z nią wicemistrzostwo Węgier. W tym samym roku MTK/VM Budapeszt zmienił nazwę na MTK Budapeszt.
W 1991 roku Pölöskei wyjechał do Szwajcarii, by grać w tamtejszym SR Delémont. Spędził tam 2 lata. W 1993 roku wrócił do MTK Budapeszt, gdzie w 1994 roku zakończył karierę.

## Kariera reprezentacyjna
W reprezentacji Węgier Pölöskei zadebiutował 24 września 1980 roku w zremisowanym 2:2 towarzyskim spotkaniu z Hiszpanią. W 1982 roku został powołany do kadry na Mistrzostwa Świata. Zagrał na nich w meczach z Salwadorem (10:1), Argentyną (1:4) i Belgią (1:1). W pojedynkach z Salwadorem i Argentyną strzelił także po jednym golu. Z tamtego turnieju Węgry odpadły po fazie grupowej.
W latach 1980–1987 w drużynie narodowej Pölöskei rozegrał w sumie 15 spotkań i zdobył 4 bramki.